# 54e législature de la Chambre des représentants de Belgique
19 juin 2014 - 19 juin 2019
53e 55e
Palais de la Nation, Bruxelles.
La 54e législature de la Chambre des représentants de Belgique est la législature qui
est issue des élections législatives du 25 mai 2014. Elle est installée le 19 juin 2014. Elle englobe les gouvernements Michel I et Michel II.

## Bureau

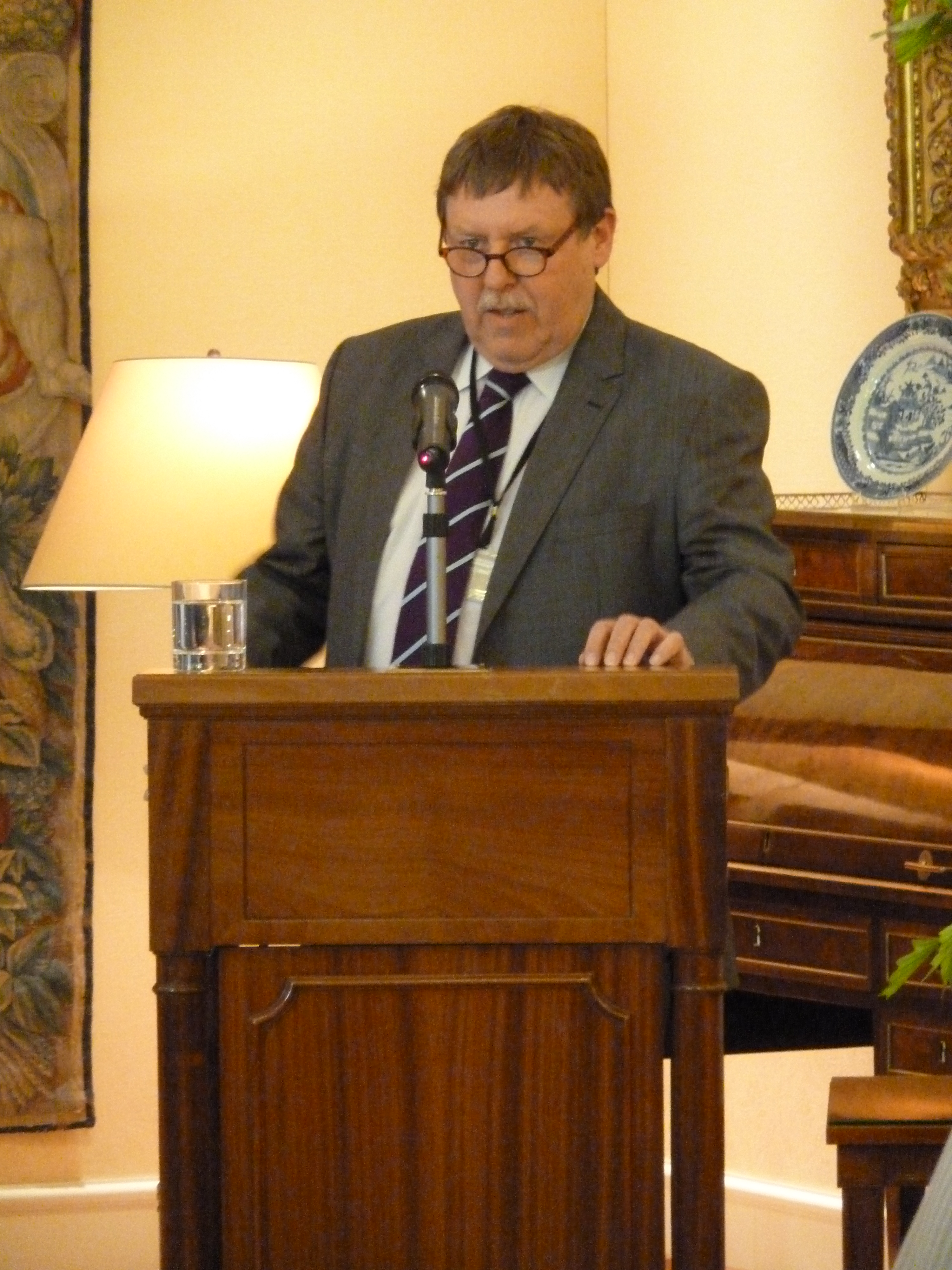
Siegfried Bracke, président de la Chambre.

- Président : Siegfried Bracke (N-VA) (11.10.2014) remplace Patrick Dewael (openVLD)
- 1er vice-président : André Frédéric (PS)
- 2d vice-présidente : Françoise Schepmans (MR)
- 3e vice-présidente : Sonja Becq (CD&V)
- Membres du bureau :
  - Sarah Smeyers (N-VA)
  - Dirk Van Mechelen (OpenVLD)
  - Johan Vande Lanotte (SP.a)
  - Stefaan Van Hecke (Ecolo-Groen)

## Députés (150)

### Partis francophones (63)

#### PS -Parti Socialiste(23)
| Nom                          | En remplacement de | Circonscription        | Fonction            |
| ---------------------------- | ------------------ | ---------------------- | ------------------- |
| Nawal Ben Hamou              |                    | Bruxelles              |                     |
| Philippe Blanchart           |                    | Hainaut                |                     |
| Stéphane Crusnière (22.7.14) | André Flahaut      | Brabant wallon         |                     |
| Frédéric Daerden             |                    | Liège                  |                     |
| Paul-Olivier Delannois       |                    | Hainaut                |                     |
| Jean-Marc Delizée            |                    | Namur                  |                     |
| Jacques Chabot (1.09.17)     | Willy Demeyer      | Liège                  |                     |
| Laurent Devin                |                    | Hainaut                |                     |
| Elio Di Rupo                 |                    | Hainaut                |                     |
| Julie Fernandez Fernandez    |                    | Liège                  |                     |
| André Frédéric               |                    | Liège                  |                     |
| Gwenaëlle Grovonius          |                    | Namur                  |                     |
| Emir Kir                     |                    | Bruxelles              |                     |
| Ahmed Laaouej                |                    | Bruxelles              | Président de groupe |
| Karine Lalieux               |                    | Bruxelles              |                     |
| Olivier Henry (24.5.2018)    | Eric Massin        | Hainaut                |                     |
| Alain Mathot                 |                    | Liège                  |                     |
| Laurette Onkelinx            |                    | Bruxelles              |                     |
| Özlem Özen                   |                    | Hainaut                |                     |
| Sébastian Pirlot             |                    | Province de Luxembourg |                     |
| Daniel Senesael              |                    | Hainaut                |                     |
| Éric Thiébaut                |                    | Hainaut                |                     |
| Fabienne Winckel             |                    | Hainaut                |                     |

#### MR -Mouvement Réformateur(20)
| Nom                                                                      | En remplacement de      | Circonscription        | Fonction            |
| ------------------------------------------------------------------------ | ----------------------- | ---------------------- | ------------------- |
| Emmanuel Burton                                                          |                         | Brabant wallon         |                     |
| Gautier Calomne (22.09.2015) Sophie Wilmès (du 11.10.2014 au 20.09.2015) | Didier Reynders         | Bruxelles              |                     |
| Caroline Cassart-Mailleux                                                |                         | Liège                  |                     |
| Olivier Chastel                                                          |                         | Hainaut                |                     |
| David Clarinval                                                          |                         | Namur                  | Président de groupe |
| Sybille de Coster-Bauchau                                                |                         | Brabant wallon         |                     |
| Isabelle Galant (24.08.2017)                                             | Denis Ducarme,          | Hainaut                |                     |
| Jean-Jacques Flahaux                                                     |                         | Hainaut                |                     |
| Gilles Foret                                                             |                         | Liège                  |                     |
| Benoît Friart                                                            |                         | Hainaut                |                     |
| Philippe Goffin                                                          |                         | Liège                  |                     |
| Luc Gustin (11.10.2014)                                                  | Daniel Bacquelaine      | Liège                  |                     |
| Kattrin Jadin                                                            |                         | Liège                  |                     |
| Richard Miller (11.10.2014)                                              | Marie-Christine Marghem | Hainaut                |                     |
| Benoît Piedboeuf                                                         |                         | Province de Luxembourg |                     |
| Philippe Pivin                                                           |                         | Bruxelles              |                     |
| Françoise Schepmans                                                      |                         | Bruxelles              |                     |
| Vincent Scourneau (11.10.2014)                                           | Charles Michel          | Brabant wallon         |                     |
| Damien Thiéry                                                            |                         | Bruxelles              |                     |
| Stéphanie Thoron                                                         |                         | Namur                  |                     |

#### cdH -centre démocrate Humaniste(9)
| Nom                          | En remplacement de | Circonscription        | Fonction             |
| ---------------------------- | ------------------ | ---------------------- | -------------------- |
| Christian Brotcorne          |                    | Hainaut                |                      |
| Georges Dallemagne (22.7.14) | Céline Fremault    | Bruxelles              |                      |
| Michel de Lamotte (10.4.15)  | Melchior Wathelet  | Liège                  |                      |
| Francis Delpérée             |                    | Bruxelles              |                      |
| Benoît Dispa                 |                    | Namur                  |                      |
| Catherine Fonck (14.10.14)   |                    | Hainaut                | Présidente de groupe |
| Benoît Lutgen                |                    | Province de Luxembourg |                      |
| Vanessa Matz                 |                    | Liège                  |                      |
| Isabelle Poncelet            |                    | Province de Luxembourg |                      |

#### Écolo -Écologistes Confédérés pour l'organisation de luttes originales(6)
| Nom                        | En remplacement de | Circonscription | Fonction |
| -------------------------- | ------------------ | --------------- | -------- |
| Marcel Cheron              |                    | Brabant wallon  |          |
| Sarah Schlitz (04.10.2018) | Muriel Gerkens     | Liège           |          |
| Georges Gilkinet           |                    | Namur           |          |
| Benoit Hellings            |                    | Bruxelles       |          |
| Jean-Marc Nollet           |                    | Hainaut         |          |
| Gilles Vanden Burre        | Zakia Khattabi     | Bruxelles       |          |

#### DéFI -Démocrate Fédéraliste Indépendant(2)
| Nom                | En remplacement de | Circonscription | Fonction |
| ------------------ | ------------------ | --------------- | -------- |
| Véronique Caprasse |                    | Bruxelles       |          |
| Olivier Maingain   |                    | Bruxelles       |          |

#### PTB-GO! -Parti du Travail de Belgique - Gauche d'Ouverture(2)
| Nom            | En remplacement de | Circonscription | Fonction |
| -------------- | ------------------ | --------------- | -------- |
| Raoul Hedebouw |                    | Liège           |          |
| Marco Van Hees |                    | Hainaut         |          |

#### PP -Parti Populaire(1)
| Nom          | En remplacement de | Circonscription | Fonction |
| ------------ | ------------------ | --------------- | -------- |
| Aldo Carcaci |                    | Liège           |          |

### Partis flamands (87)

#### NV-A -Nieuw-Vlaamse Alliantie(31)
| Nom                                                                      | En remplacement de | Circonscription     | Fonction            |
| ------------------------------------------------------------------------ | ------------------ | ------------------- | ------------------- |
| Rita Bellens                                                             |                    | Anvers              |                     |
| Siegfried Bracke                                                         |                    | Flandre-Orientale   |                     |
| Peter Buysrogge                                                          |                    | Flandre-Orientale   |                     |
| An Capoen                                                                |                    | Flandre-Occidentale |                     |
| Inez De Coninck                                                          |                    | Brabant flamand     |                     |
| Peter Dedecker                                                           |                    | Flandre-Orientale   |                     |
| Koenraad Degroote                                                        |                    | Flandre-Occidentale |                     |
| Zuhal Demir Wim Van der Donckt (du 24.02.2017 au 09.12.2018)             |                    | Anvers              |                     |
| Peter De Roover                                                          |                    | Anvers              | Président de groupe |
| Bart De Wever                                                            |                    | Anvers              |                     |
| Sophie De Wit                                                            |                    | Anvers              |                     |
| Christoph D'Haese                                                        |                    | Flandre-Orientale   |                     |
| Daphné Dumery                                                            |                    | Flandre-Occidentale |                     |
| Theo Francken Renate Hufkens (du 11.10.2014 au 09.12.2018)               |                    | Brabant flamand     |                     |
| Rita Gantois                                                             |                    | Flandre-Occidentale |                     |
| Karolien Grosemans                                                       |                    | Limbourg            |                     |
| Jan Jambon Johan Klaps (du 11.10.2014 au 09.12.2018)                     |                    | Anvers              |                     |
| Werner Janssen                                                           |                    | Limbourg            |                     |
| Peter Luykx                                                              |                    | Limbourg            |                     |
| Koen Metsu                                                               |                    | Anvers              |                     |
| Sarah Smeyers                                                            |                    | Flandre-Orientale   |                     |
| Jan Spooren                                                              |                    | Brabant flamand     |                     |
| Goedele Uyttersprot                                                      |                    | Flandre-Orientale   |                     |
| Yoleen Van Camp                                                          |                    | Anvers              |                     |
| Steven Vandeput Wouter Raskin (du 11.10.2014 au 12.11.2018) (11.10.2014) |                    | Limbourg            |                     |
| Rob Van de Velde                                                         |                    | Anvers              |                     |
| Valerie Van Peel                                                         |                    | Anvers              |                     |
| Kristien Van Vaerenbergh                                                 |                    | Brabant flamand     |                     |
| Jan Vercammen                                                            |                    | Flandre-Occidentale |                     |
| Brecht Vermeulen                                                         |                    | Flandre-Occidentale |                     |
| Bert Wollants                                                            |                    | Anvers              |                     |

#### CD&V -Christen-Democratisch en Vlaams(18)
| Nom                                               | En remplacement de | Circonscription     | Fonction            |
| ------------------------------------------------- | ------------------ | ------------------- | ------------------- |
| Sonja Becq                                        |                    | Brabant flamand     |                     |
| Wouter Beke                                       |                    | Limbourg            |                     |
| Hendrik Bogaert                                   |                    | Flandre-Occidentale |                     |
| Franky Demon                                      |                    | Flandre-Occidentale |                     |
| Roel Deseyn                                       |                    | Flandre-Occidentale |                     |
| Leen Dierick                                      |                    | Flandre-Orientale   |                     |
| Veerle Heeren                                     |                    | Limbourg            |                     |
| Nahima Lanjri                                     |                    | Anvers              |                     |
| Nathalie Muylle                                   |                    | Flandre-Occidentale |                     |
| Griet Smaers                                      |                    | Anvers              |                     |
| Raf Terwingen                                     |                    | Limbourg            |                     |
| Jef Van den Bergh                                 |                    | Anvers              |                     |
| Els Van Hoof (11.10.2014)                         | Koen Geens         | Brabant flamand     |                     |
| Vincent Van Peteghem Sarah Claerhout (11.10.2014) | Pieter De Crem     | Flandre-Orientale   |                     |
| Eric Van Rompuy                                   |                    | Brabant flamand     |                     |
| Stefaan Vercamer                                  |                    | Flandre-Orientale   |                     |
| Servais Verherstraeten                            |                    | Anvers              | Président de groupe |
| Veli Yüksel                                       |                    | Flandre-Orientale   |                     |

#### Open Vld -Open Vlaamse liberalen en democraten(14)
| Nom                         | En remplacement de | Circonscription     | Fonction            |
| --------------------------- | ------------------ | ------------------- | ------------------- |
| Patricia Ceysens            |                    | Brabant flamand     |                     |
| Patrick Dewael              |                    | Limbourg            | Président de groupe |
| Katja Gabriëls (11.10.2014) | Alexander De Croo  | Flandre-Orientale   |                     |
| Dirk Janssens (11.10.2014)  | Maggie De Block    | Brabant flamand     |                     |
| Egbert Lachaert             |                    | Flandre-Orientale   |                     |
| Sabien Lahaye-Battheu       |                    | Flandre-Occidentale |                     |
| Nele Lijnen                 |                    | Limbourg            |                     |
| Ine Somers                  |                    | Flandre-Orientale   |                     |
| Frank Wilrycx (03.05.2018)  | Annemie Turtelboom | Anvers              |                     |
| Luk Van Biesen              |                    | Brabant flamand     |                     |
| Carina Van Cauter           |                    | Flandre-Orientale   |                     |
| Tim Vandenput               |                    | Brabant flamand     |                     |
| Dirk Van Mechelen           |                    | Anvers              |                     |
| Vincent Van Quickenborne    |                    | Flandre-Occidentale |                     |

#### sp.a -Socialistische partij anders(13)
| Nom                       | En remplacement de  | Circonscription     | Fonction             |
| ------------------------- | ------------------- | ------------------- | -------------------- |
| Hans Bonte                |                     | Brabant flamand     |                      |
| Monica De Coninck         |                     | Anvers              |                      |
| Maya Detiège              |                     | Anvers              |                      |
| David Geerts              |                     | Anvers              |                      |
| Karin Jiroflée            |                     | Brabant flamand     |                      |
| Meryame Kitir             |                     | Limbourg            | Présidente de groupe |
| Annick Lambrecht          | Johan Vande Lanotte | Flandre-Occidentale |                      |
| Fatma Pehlivan            |                     | Flandre-Orientale   |                      |
| Karin Temmerman           |                     | Flandre-Orientale   |                      |
| Alain Top                 |                     | Flandre-Occidentale |                      |
| Dirk Van der Maelen       |                     | Flandre-Orientale   |                      |
| Youro Casier (13.12.2017) | Ann Vanheste        | Flandre-Occidentale |                      |
| Peter Vanvelthoven        |                     | Limbourg            |                      |

#### Groen(6)
| Nom               | En remplacement de | Circonscription     | Fonction            |
| ----------------- | ------------------ | ------------------- | ------------------- |
| Meyrem Almaci     |                    | Anvers              |                     |
| Kristof Calvo     |                    | Anvers              | Président de groupe |
| Anne Dedry        |                    | Brabant flamand     |                     |
| Wouter De Vriendt |                    | Flandre-Occidentale |                     |
| Stefaan Van Hecke |                    | Flandre-Orientale   |                     |
| Evita Willaert    |                    | Flandre-Orientale   |                     |

#### VB -Vlaams Belang(3)
| Nom                     | En remplacement de | Circonscription   | Fonction |
| ----------------------- | ------------------ | ----------------- | -------- |
| Filip Dewinter          |                    | Anvers            |          |
| Barbara Pas             |                    | Flandre-Orientale |          |
| Jan Penris (19.06.2014) | Marijke Dillen     | Anvers            |          |

#### Vuye&Wouters (2)
| Nom            | En remplacement de | Circonscription | Fonction |
| -------------- | ------------------ | --------------- | -------- |
| Hendrik Vuye   |                    | Brabant flamand |          |
| Veerle Wouters |                    | Limbourg        |          |

## Commissions parlementaires
Les commissions parlementaires sont des groupes de travail formés par les députés. Les noms sont ceux des présidents de commissions. Si ces députés ont été remplacés, c'est leur suppléant qui prend le poste.

### Commissions permanentes
- Commission de la Défense nationale : Karolien Grosemans (N-VA)
- Commission des Affaires sociales : Vincent Van Quickenborne (OpenVLD) remplace Jean-Marc Delizée (PS)
- Commission de la Justice : Philippe Goffin (MR) remplace Marie-Christine Marghem (MR)
- Commission des Relations extérieures : Dirk Van der Maelen (Sp.a)
- Commission de Révision de la Constitution et de la Réforme des Institutions : Peter De Roover (N-VA) remplace Luk Van Biesen (OpenVLD)
- Commission chargée des problèmes de Droit commercial et économique : David Clarinval (MR) remplace Denis Ducarme (MR)
- Commission de l'Intérieur, des Affaires générales et de la Fonction publique : Brecht Vermeulen (N-VA) remplace Siegfried Bracke (N-VA)
- Commission de l'Économie, de la Politique scientifique, de l'Éducation, des Institutions scientifiques et culturelles nationales, des Classes moyennes et de l'Agriculture : Jean-Marc Delizée (PS) remplace Karine Lalieux (PS)
- Commission des Finances et du Budget : Eric Van Rompuy (CD&V)
- Commission de l'Infrastructure, des Communications et des Entreprises publiques : Karine Lalieux (PS) remplace Steven Vandeput (N-VA)
- Commission de la Santé publique, de l'Environnement et du Renouveau de la Société : Muriel Gerkens (Groen-Ecolo)

### Délégations
Les délégations n'ont ni président ni vice-présidents.
- Assemblée parlementaire du Conseil de l'Europe et Assemblée de l'Union de l'Europe occidentale
- Conseil interparlementaire consultatif du Benelux
- Assemblée parlementaire de l'Organisation pour la Sécurité et la Coopération en Europe
- Assemblée parlementaire euro-méditerranéenne (APEM)

### Comités d'avis
- Comité d'avis chargé des Questions européennes : Siegfried Bracke (N-VA)
- Comité d'avis pour l'Émancipation sociale : Fabienne Winckel (PS)
- Comité d'avis pour les questions scientifiques et technologiques
- Comité parlementaire chargé du suivi législatif : Siegfried Bracke (N-VA)

### Commissions spéciales
- Commission de la Comptabilité : Siegfried Bracke (N-VA)
- Commission des Naturalisations : Nahima Lanjri (CD&V)
- Commission des Pétitions
- Commission des Poursuites
- Commission du Règlement et de la Réforme du Travail parlementaire : Siegfried Bracke (N-VA)
- Commission des Dépenses électorales et de la Comptabilité des Partis politiques: Siegfried Bracke (N-VA)
- Comité Permanent P et R : Siegfried Bracke (N-VA)
- Commission parlementaire de Concertation : Siegfried Bracke (N-VA)
- Commission « Achats militaires »
- Commission « Climat et Développement durable » : Bert Wollants (N-VA)
- Commission du suivi des missions à l'étranger : Francis Delpérée (cdH)
- Commission spéciale « abus sexuels »

#### Sous-commissions
- Cour des Comptes : Luk Van Biesen (OpenVLD)
- Sécurité nucléaire : Peter Vanvelthoven (Sp.a)

#### Groupes de travail
- Fonds Belge Sécurité Alimentaire : Renate Hufkens (N-VA) vice-présidente